# Lesjani
Lesjani (Macedonisch: Лешани) is een dorp in het zuidwesten van Noord-Macedonië. De plaats maakt deel uit van de gemeente Debarca en telde in 2002 484 inwoners.

## Geboren in Lesjani
- Slave Banar (1954), schrijver